# Station Takvam
Takvam was tot 2012 een halte in Takvam in de gemeente Bergen in Noorwegen. De halte werd aangelegd in verband met de routeaanpassing van de lijn na het gereedkomen van de Herlandtunnel. Takvam werd  bediend door de stoptreinen van lijn 45 tussen Bergen en Voss die er twee keer per dag een stop maakten. Wegens achterblijvend gebruik werd de halte in 2012 gesloten.